# Presidentvalet i Chile 1831
Presidentvalet i Chile 1831 genomfördes med ett system med elektorer, och vann gjorde José Joaquín Prieto.
Efter den konservativa segern i slaget vid Lircay, som avslutade inbördeskriget, återställdes ordningen. En ny kongress utsågs. Ett begränsat antal medborgare röstade om 207 elektorer vilka i sin tur utsåg president. Elektorerna fick en gång rösta om presidentskapet och en gång om vicepresidenten.
Den 2 juni 1831, efter den nya kongressens samlats, lästes valresultatet upp. José Joaquín Prieto valdes enhälligt till president och Diego Portales till vicepresident. Chile avskaffade vicepresidentämbetet med 1933 års konstitution.

## Resultat
| Presidentkandidater | Röster | %     |
| José Joaquín Prieto | 207    | 100 % |
| Total               | 207    | 100%  |
| ------------------- | ------ | ----- |

| Vicepresidentkandidater | Röster | %      |
| ----------------------- | ------ | ------ |
| Diego Portales          | 186    | 89,8 % |
| Francisco Ruiz-Tagle    | 18     | 8,7 %  |
| Ambrosio Aldunate       | 2      | 1,0 %  |
| Fernando Errázuriz      | 1      | 0,5 %  |
| Total                   | 207    | 100%   |

Källa: 